# Hyrulnizam Juma'at
Hyrulnizam Juma'at (* 14. November 1986 in Singapur), mit vollständigen Namen Mohamed Hyrulnizam Bin Juma'at, ist ein singapurischer Fußballspieler.

## Karriere

### Verein
Hyrulnizam Juma'at erlernte das Fußballspielen in der Jugendmannschaft der Singapore Armed Forces. Seinen ersten Vertrag unterschrieb er 2005 bei den Young Lions. Die Young Lions waren eine U23-Mannschaft die 2002 gegründet wurde. In der Elf spielten U23-Nationalspieler und auch Perspektivspieler. Ihnen sollte die Möglichkeit gegeben werden, Spielpraxis in der ersten Liga, der Singapore Premier League, zu sammeln. Für die Lions stand er neunmal im Tor. 2010 wechselte er zu seinem Jugendklub Singapore Armed Forces. 10 mal hütete er das Tor in der ersten Liga, der S. League. 2012 wechselte er für ein Jahr zu den Singapore LionsXII. Die Lions Twelve waren ein Fußballverein aus Singapur, der von 2012 bis 2015 in der höchsten Liga von Malaysia, der Malaysia Super League, spielte. 2012 wurde er mit dem Klub Vizemeister in Malaysia. 2013 ging er wieder zum Warriors FC. Nach drei Einsätzen für die Warriors wurde er 2014 von Tampines Rovers unter Vertrag genommen. Beim Ligakonkurrenten Home United spielte er von 2015 bis 2016. 2015 stand er mit Home United im Endspiel des Singapore Cup. Hier unterlag man Albirex Niigata (Singapur) mit 2:1. Die Saison 2017 und 2018 spielte er wieder bei den Warriors im Tor. 2017 erreichte er mit den Warriors das Endspiel des Singapore League Cup. Hier musste man sich  Albirex Niigata (Singapur) geschlagen geben. 2019 wurde der Torwart von Albirex Niigata (Singapur) verpflichtet. 2020, 2022 und 2023 feierte er mit Albirex die singapurische Meisterschaft.

### Nationalmannschaft
Hyrulnizam Juma'at spielte 2012 viermal in der singapurischen Nationalmannschaft.

## Erfolge
Singapore LionsXII
- Malaysia Super League

Vizemeister: 2012
Home United
- Singapore Cup

Finalist: 2015
Warriors FC
- Singapore League Cup

2017: Finalist
Albirex Niigata (Singapur)
Singapore Premier League: 2020, 2022, 2023